# John Winter (pilote)
Pour les articles homonymes, voir John Winter et Winter.
Louis Krages, plus connu sous son pseudonyme « John Winter », né le 12 août 1949 à Brême en Allemagne et mort le 11 janvier 2001 à Atlanta aux États-Unis, est un entrepreneur et pilote automobile allemand qui a notamment remporté les 24 Heures du Mans en 1985.

## Biographie
Louis Krages commence la compétition automobile durant la seconde moitié des années 1970. Pour cacher son hobby à ses proches, il adopte le pseudonyme « John Winter ». 
Archétype du gentleman-driver, il dispute régulièrement les 24 Heures du Mans et il parvient à inscrire son pseudonyme au palmarès de la classique mancelle en 1985 lorsqu'il s'impose sur une Porsche 956 en équipage avec son compatriote Klaus Ludwig et l'Italien Paolo Barilla ; sur les 24 heures de course, Winter n'a piloté qu'un peu plus d'une heure le dimanche matin. 
Après avoir conduit en compétition jusqu'au milieu des années 1990 (notamment dans le DTM, et en IMSA GT en 1993, avec une dernière victoire lors des 500 kilomètres de Road America), John Winter raccroche son casque et s'installe définitivement aux États-Unis, où il dirige une entreprise de jouets. 
Miné par divers problèmes personnels, il se suicide à son domicile d'Atlanta en janvier 2001.

## Palmarès
- Vainqueur des 24 Heures du Mans en 1985 sur Porsche 956C
- Vainqueur du Championnat Interserie en 1986 en Division 1 sur Porsche 956 (2e en 1988, et 3e en 1992)
  - 2e des 12 Heures de Sebring en 1988 (4e en 1987 et 1991)
  - 3e des 24 Heures du Mans en 1988
  - 2e des 1 000 kilomètres de Brands Hatch en 1988
  - 3e des 1 000 kilomètres de Fuji en 1988
  - 2e de la SAT 1 Supercup (de) en 1989 sur Porsche 962C
- Vainqueur des 24 Heures de Daytona en 1991 sur Porsche 962
- Vainqueur de la Porsche Cup en 1988 et 1991 (alors chez Joest Racing)
- Victoires en Interserie (6):
  - 1985: Avus
  - 1986: Wunstorf et Most
  - 1988: Hungaroring
  - 1989: Wunstorf
  - 1991: Siegerland
- 10 participations aux 24 Heures du Mans entre 1978 et 1993 (3 fois classé dans les 5 premiers, en 1984, 1985 et 1988)
- 7 participations aux 12 Heures de Sebring entre 1986 et 1993 (toutes avec Joest Racing)